# Флаг Болгарии
Флаг Болгарии (болг. Знаме на България) — один из государственных символов страны, представляет собой прямоугольное полотнище с соотношением сторон 3:5, состоящее из трёх горизонтальных равновеликих полос: верхней — белой, средней — зелёной и нижней — красной.

## Цвета флага и их значение
| Цвет       | Белый   | Зелёный | Красный |
| ---------- | ------- | ------- | ------- |
| Цвета HTML | #FFFFFF | #00966E | #D62612 |

- Белый цвет символизирует свободу и мир;
- Зелёный цвет — леса и сельское хозяйство;
- Красный цвет — кровь, пролитую в борьбе за независимость.

## История
Впервые флаг с полосами белого, зелёного и красного цветов использовал Первый болгарский легион в 1861—1862 годах, но на его флаге цвета располагались в ином порядке, чем на современном: сверху — зелёный, посередине — белый, снизу — красный. Такой же флаг, но с обратным расположением цветов использовался добровольческим отрядом Филиппа Тотю в годы Сербско-турецкой войны в 1876—1877 годах. В 1870-е годы зелёно-бело-красный триколор стал флагом Болгарского революционного центрального комитета. 
16 апреля 1879 года статьёй 23 первой болгарской конституции флагом Болгарии был утверждён бело-зелёно-красный триколор. Болгарский исследователь Иван Стойчев считает, что на выбор расположения цветов болгарского флага повлияла популярность России с её триколором. С 1947 по 1990 год в крыже флага было помещено изображение герба Народной Республики Болгария. В 1991 году в соответствии с новой конституцией страны герб был окончательно снят с флага. Также была изменена пропорция флага с 2:3 на 3:5.

Исторические флаги
Знамя болгарского ополчения, ставшее прототипом для государственного флага.
Флаг Первого болгарского легиона (1861—1862)
6 декабря 1947 — 1948
1948 —  5 января 1968
5 января 1968 — 18 мая 1971
18 мая 1971 — 26 ноября 1990